# Gira o Mundo Gira
Programa humorístico, com Chico Anysio, produzido pela empresa independente "Zoom", de sua propriedade e de Carlos Manga, exibido pela TV Excelsior do Rio canal 2 e a de São Paulo canal 9, as quartas feiras às 20 horas e trinta minutos, de setembro de 1963 até final de 1964.

## Referência
- Biografia de CHICO ANYSIO http://www.netsaber.com.br/biografias/ver_biografia_c_4395.html Em falta ou vazio |título= (ajuda)